# 假單胞菌門
假單胞菌門（学名：Pseudomonadota）旧名變形菌門（Proteobacteria）是細菌中主要的一門，包括很多病原菌，如大肠杆菌、克雷伯氏菌、沙门氏菌、志贺氏菌、绿脓杆菌、霍乱弧菌、鼠疫杆菌、脑膜炎双球菌、淋球菌、空肠弯曲菌、幽门螺杆菌等著名的属。也有自由生活（非寄生）的種類，包括很多可以進行固氮的細菌。
卡尔·乌斯於1987年建立這個群組，非正式的稱這是“紫細菌及其親屬”。假單胞菌門主要是由核糖體RNA序列定義的，名稱取自希臘神話中能夠變形的神普羅透斯（這同時也是變形菌門中變形桿菌屬的名字），因爲該門細菌的形狀具有極爲多樣的形狀。

## 特性
所有的假單胞菌門細菌都是革蘭氏陰性菌，其外膜主要由脂多糖組成。很多種類利用鞭毛運動，但有一些非運動性的種類，或者依靠滑行來運動。此外還有一類獨特的黏细菌（myxobacteria），可以聚集形成多細胞的子實體。假單胞菌門包含多種代謝種類。大多數細菌營兼性或者專性厭氧及異養或者自養化能生物生活，但有很多例外。很多並非緊密相關的屬可以利用光合作用儲存能量。因其多數具有紫紅色的色素，被稱爲紫細菌。

## 分類
假單胞菌門根據rRNA序列被分爲五類（通常作爲五個綱），用希臘字母α、β、γ、δ和ε命名。其中有的類別可能是併系的。
α-變形菌除包括光合的種類外，還有代謝C1化合物的種類、和植物共生的細菌（如根瘤菌屬）、與動物共生的細菌和一類危險的致病菌立克次體目。此外真核生物的線粒體的前身也很可能屬於這一類（參見內共生學說）。
β-變形菌包括很多好氧或兼性細菌，通常其降解能力可變，但也有一些無機化能種類（如可以氧化氨的亞硝化單胞菌屬(Nitrosomonas)）和光合種類（紅環菌屬(Rhodocyclus)和紅長命菌屬(Rubrivivax)）。很多種類可以在環境樣品中發現，如廢水或土壤中。該綱的致病菌有奈氏球菌目(Neisseriales)的中一些細菌（可導致淋病和腦膜炎）和伯克氏菌屬(Burkholderia)。
在海洋中很少能發現β-變形菌。
γ-變形菌包括一些醫學上和科學研究中很重要的類群，如腸桿菌科(Enterobacteraceae)、弧菌科(Vibrionaceae)和假單胞菌科(Pseudomonadaceae)。很多重要的病原菌屬於這個綱，如沙門氏菌屬(Salmonella)（腸炎和傷寒）、耶爾辛氏菌屬(Yersinia)（鼠疫）、弧菌屬(Vibrio)（霍亂）、绿脓杆菌(Pseudomonas aeruginosa)（就醫時引發的肺部感染或者囊性纖維化）。重要的模式生物大腸桿菌也屬於此綱。
δ-變形菌包括基本好氧的形成子實體的黏细菌和嚴格厭氧的一些種類，如硫酸鹽還原菌（脫硫弧菌屬(Desulfovibrio)、脫硫菌屬(Desulfobacter)、脫硫球菌屬(Desulfococcus)、脫硫線菌屬(Desulfonema)等）和硫還原菌（如除硫單胞菌屬(Desulfuromonas)），以及具有其它生理特徵的厭氧細菌，如還原三價鐵的地桿菌屬(Geobacter)和共生的暗桿菌屬(Pelobacter)和互營菌屬(Syntrophus)。
ε-變形菌只有少數幾個屬，多數是彎曲或螺旋形的細菌，如沃林氏菌屬(Wolinella)、螺桿菌屬(Helicobacter)和彎曲菌屬(Campylobacter)。它們都生活在動物或人的消化道中，爲共生菌（沃林氏菌在牛中）或致病菌（螺桿菌在胃中或彎曲菌在十二指腸中）。